# 蔣宗武
蒋宗武（？—？），字季文，南直隸常州府武進縣人，明朝醫學家。

## 生平
天順年間入太醫院，授御醫，擢太醫院使。成化十三年（1477年）四月，汪直命令韋瑛向太医院索取药物，蒋宗武拒绝，韦瑛以盗宫中沉香和御墨为由，将蒋宗武逮捕下狱，贬辽东。去世後獲追贈禮部左侍郎。

## 家族
先祖蔣繼先於南宋高宗時南渡宜興，元朝末年蔣賢徙居晉陵，曾祖蔣達善、祖父蔣以純、父蔣魯均有醫名。
孫蔣亨，正德六年進士。